# Ide süss!
Az Ide süss! magyar főzőműsor, amely 2018-ban indult, lekoppintva egy régi televíziós ifjúsági ajánlóműsor címét (Idesüss!). A produkcióban cukrászok mérik össze szaktudásukat, melyet kéttagú zsűri értékel. Műsorvezetők: Hajós András humorista, valamint A Konyhafőnök c. főzőműsorból ismert Sass Dániel. A zsűrit Baracskay Angéla profi cukrász és „az ország pékje”-ként elismert Szabadfi Szabolcs alkotja. A műsort eredetileg 2017 őszén tervezték bemutatni, de végül csak 2018. március 26-án mutatta be a Viasat 3.

## A műsor tematikája
A műsor az angol Sütimester (The Great British Bake Off) hazai adaptációja, melyben különböző országrészekből érkező amatőr cukrászok küzdenek meg egymással minden hétköznap. A versenyzőknek adásról adásra egyre bonyolultabb kihívásokkal kell szembenézniük, hogy kreativitásukkal és tudásukkal bebizonyítsák, ők a legjobbak.

## Formátum
Egy évad 10 epizódból áll. A 12 versenyzőből minden fordulóban kiesik egy, így a 10. fordulóra, a döntőre már csak 3 jelölt marad, akik közül a legtehetségesebb megszerzi az „ország legjobb amatőr cukrásza” címet és 5 millió Ft fődíjat is kap.
A műsor április 1-jén sugárzott, speciális részében nyolc híresség versenyzett egymással (Ganxsta Zolee, Köllő Babett, Varga Győző, Molnár Andrea, Cynthia Dictator, Risztov Éva, Gáspár Győző és Sütő Enikő). A győztes egy jótékonysági szervezetnek ajánlotta fel nyereményét.
Minden epizódban egy-egy cukrász- és péksüteményt készítenek a versenyzők. Ezek többnyire adott tematika szerint, de saját recept alapján készítendők el. Vannak technikai feladatok is, amikor egy hiányos receptleírást követve, azt helyesen kiegészítve kell egy süteményt megcsinálni.
A zsüri az epizódok végén az aktuálisan nyújtott teljesítmény alapján kiválasztja a nap győztesét, és dönt arról, hogy ki nem juthat tovább a következő fordulóba.